# Museo del Cine Pablo Ducrós Hicken

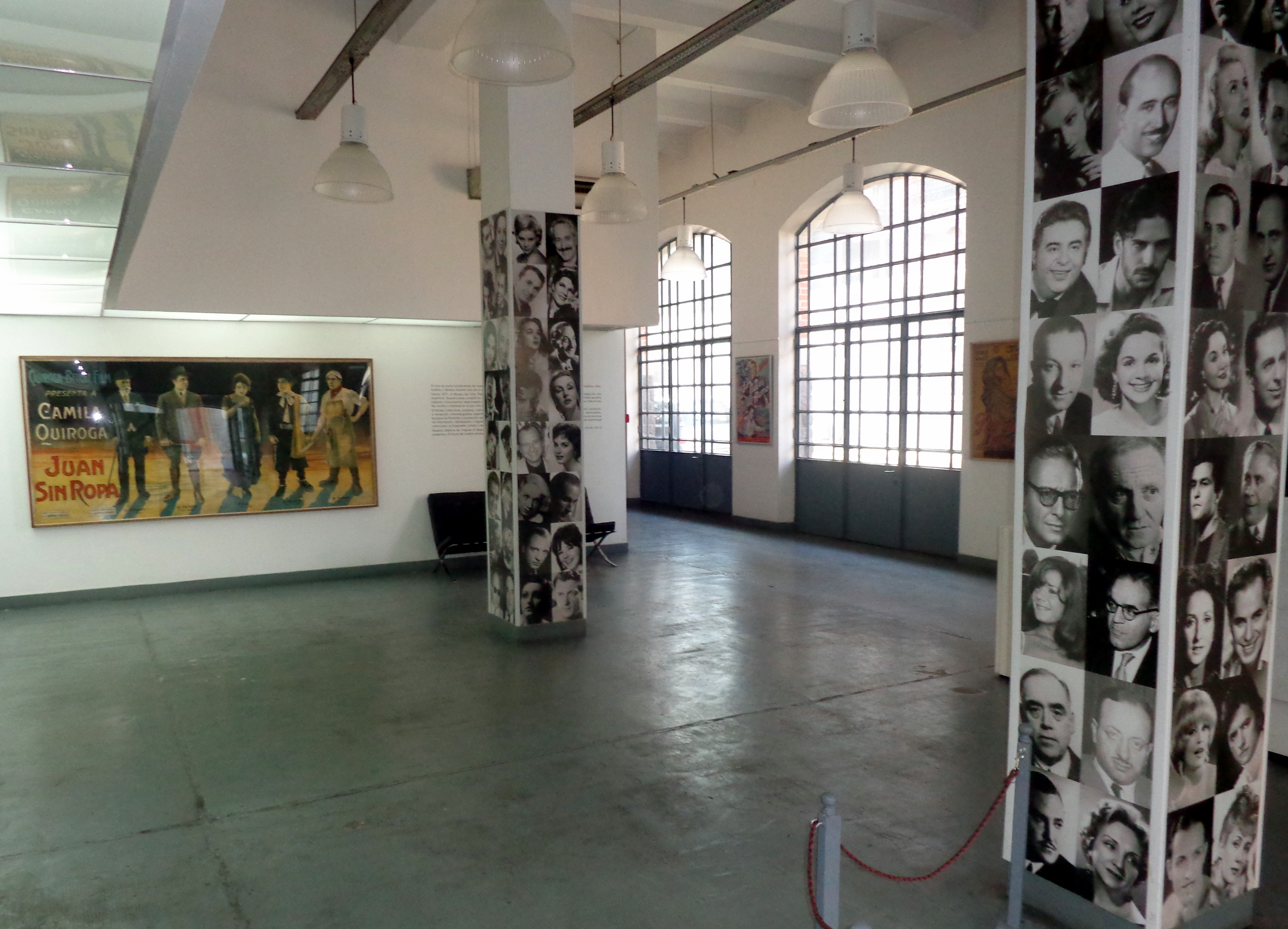
Hall d’entrada.

El Museo del Cine Pablo Ducrós Hicken, fundat en 1971, està dedicat a la preservació, recerca i difusió del art cinematogràfic argentí.
En l'actualitat té dues seus que es troben en el barri de La Boca de la ciutat de Buenos Aires, la principal en Agustín R. Caffarena 51 i la corresponent al seu arxiu, videoteca, biblioteca i hemeroteca, en Ministre Brin 615.
El patrimoni del museu va ser donat per la vídua de Pablo Cristian Ducrós Hicken, ja que el material pertanyia a la col·lecció particular d'aquest assagista argentí.

## Història de les seus del museu
Va ser fundat a l'octubre de 1971, i la seva primera seu funcionava dins del Teatro General San Martín. Després va ser mudat a la seu d'una fundació desapareguda, el exInstituto Torcuato Di Tella. A continuació va estar un temps en l'antic edifici de l'Asil General d'Ancians de Plaza Francia (Asil General Viamonte), avui seu del Centro Cultural Recoleta. En 1983 va ser traslladat a un altre edifici cèntric situat al carrer Sarment, on va romandre fins a 1997, quan va ser mudat a Defensa 1220, a l'històric barri de San Telmo. Després d'un prolongat període sense cap seu, durant el qual la col·lecció va estar precàriament emmagatzemada en un graner del barri de Barracas, a Buenos Aires, va passar a ocupar un àmbit important en la zona portuària de la Boca, carrer Caffarena n.° 49. Es tracta d'un històric edifici annex a la Usina Eléctrica Dársena Sud, inicialment construït per a allotjament del personal jeràrquic d'una de les antigues companyies distribuïdores d'electricitat de la ciutat, la CIAE ("Compañía Ítalo Argentina de Electricidad", en realitat de capitals suïssos).
Funcionant des de juny de 2011 en l'històric edifici de maons vists, d'estil romàntic llombard, inaugurat en 1916, el Museu compta ara amb sales d'exposició permanent i temporària, un microcinema per a 35 persones, i en una altra seu que concentra els seus arxius al carrer Ministre Brin 617 es troba un centre de documentació amb biblioteca, videoteca i hemeroteca, tallers de conservació, un departament de museologia, curaduría i recerques, un centre de catalogació, una illa d'edició, dipòsits amb més de 400 aparells de registre i reproducció d'imatges (hi ha equips Lumière, Pathé i Gaumont, càmeres fotogràfiques casolanes, projectors. movioles i visionadoras professionals). El Museu compta també amb 3.000 afiches originals de pel·lícules argentines, 360 esbossos d'escenografia i vestuari i 400 peces de vestuari utilitzades en films argentins, i 60.000 fotografies de pel·lícules i personalitats del cinema.

## Origen i breu ressenya històrica

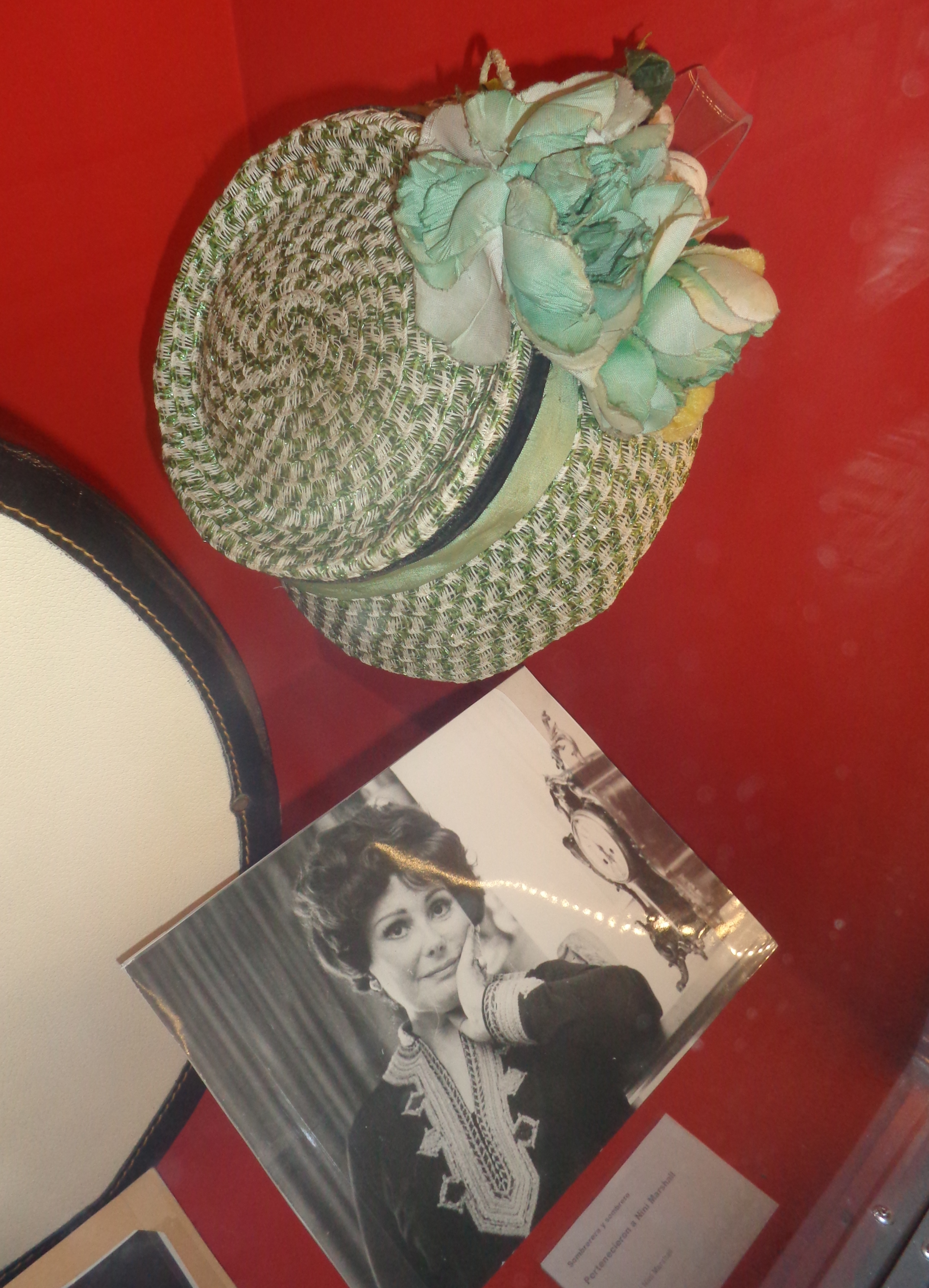
Barret i foto de Niní Marshall exhibits al museu.

El Museo del Cine Pablo Ducrós Hickenva ser creat l'1 d'octubre de 1971 en virtut de la donació que la senyora Jacinta Vicente de Ducrós Hicken fes de la col·lecció cinematogràfica del seu mort espòs Pablo Ducrós Hicken. L'única condició era que el nou organisme portés el nom de l'investigador, periodista, assagista, realitzador i membre de l'Instituto Nacional Sanmartiniano. És llavors que, des del 23 de maig de 1975 porta la seva actual denominació: Museo del Cine “Pablo C. Ducrós Hicken”.
La missió del Museu del Cinema estava definida en l'acta fundacional per sis punts, tenint com primer, el de “exhibir, acréixer i conservar els objectes que formen part del seu patrimoni”.
De tal manera, els elements que preserva el Museu del Cinema no són només pel·lícules, sinó també objectes utilitzats en algun moment de realització o exhibició d'un film. Així és com a càmeres, escenografies, movioles, projectors i diversos elements de la tècnica cinematogràfica se sumen a peces de vestuari, maquetes, attrezzo, aplicacions i tota documentació relacionada amb les produccions nacionals: guions, plans de rodatge, informes de producció, gacetillas, fotografies, pressbooks, publicitats i crítiques. A la seva cineteca, que resguarda la col·lecció cinematogràfica de caràcter públic més important del país, afegeix la seva videoteca, hemeroteca i biblioteca de materials relacionats amb el desenvolupament del cinema. En la seva missió, s'observa la difusió del setè art, i és així que el Museu del Cinema programa regularment en diverses institucions del país i en festivals internacionals, el BAFICI és un d'ells, pel·lícules del primitiu cinema argentí com també l'obra de nous directors.

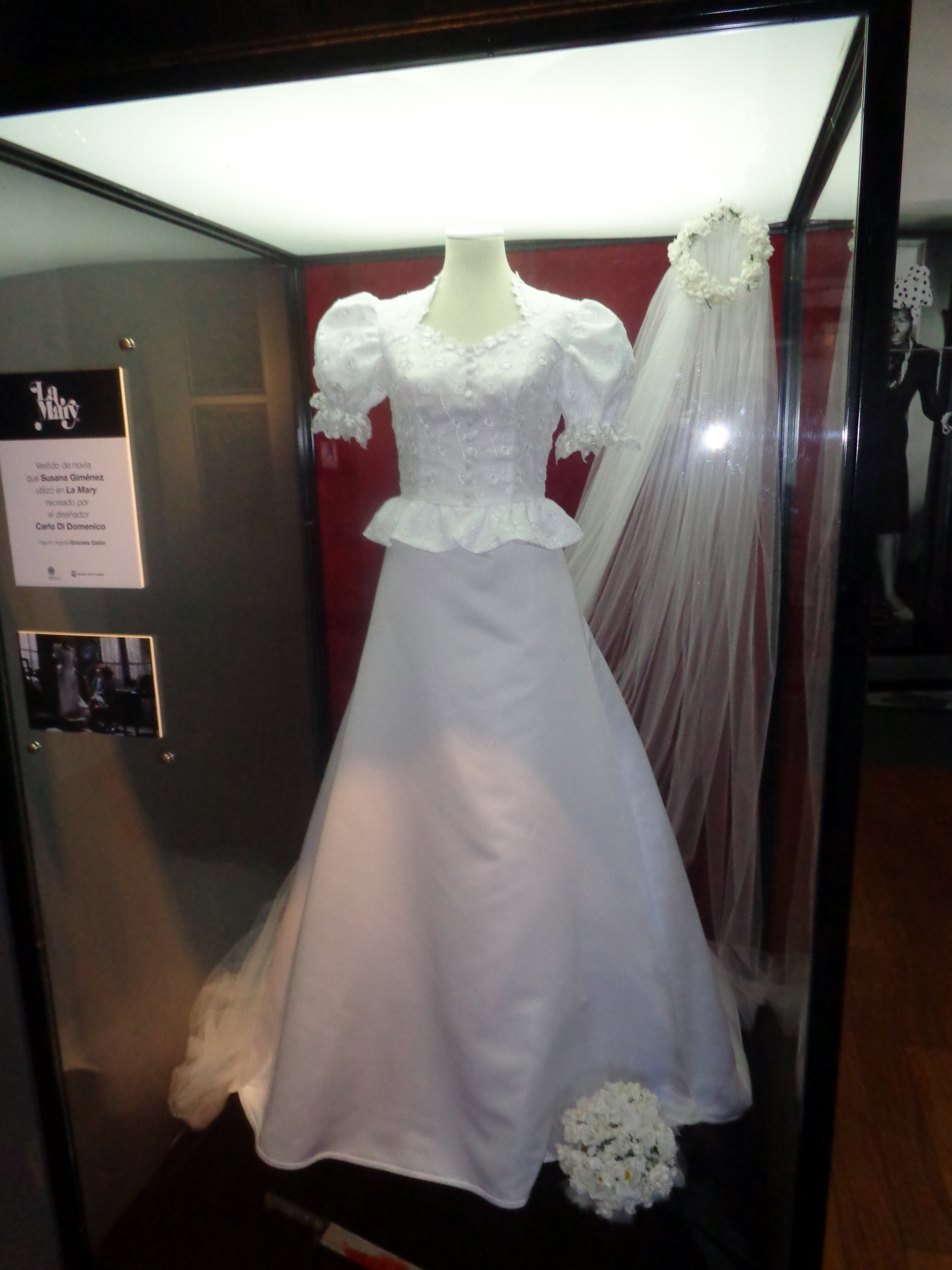
Vestit de núvia utilitzat per Susana Giménez en la pel·lícula La Mary, recreat pel dissenyador Carlo Di Doménico.

El crític i investigador Jorge Miguel Couselo va ser el primer a dirigir el seu funcionament des de febrer de 1972 fins a maig de 1976. Li va succeir el fundador de la Cinemateca Argentina i reconegut crític Rolando Fustiñana (Roland) fins a juliol de 1981. En endavant els seus directors van ser Guillermo Fernández Jurado, José María Poirier Lalanne i David Blaustein. Des de 2008, la seva directora és la investigadora i professora Paula Félix-Didier.
Entre els seus actes destacats, en 1999 va realitzar una enquesta per a determinar les pel·lícules més importants de la història del cinema, de la qual van participar 100 investigadors i crítics votant un total de 851 llargmetratges. Els primers llocs van ser ocupats per Crónica de un niño solo; Camila; Las aguas bajan turbias; La Patagonia rebelde; Rosaura a la diez; El romance del Aniceto y la Francisca; Prisioneros de la tierra; La tregua; La guerra gaucha; La historia oficial; Juan Moreira, Mundo Grúa; Tiempo de Revancha; Apenas un delincuente; Pizza, birra, faso i Hombre mirando al sudeste. Consecutivament des de 1973 realitza la “Nit d'Homenatge al Cinema Argentí” distingint la trajectòria dels grans noms del cinema nacional amb el lliurament d'una rèplica de la Càmera Pathé amb la qual Mario Gallo va filmar El fusilamiento de Dorrego, en 1910.
Entre les seves col·leccions fílmiques es destaquen els noticiaris Sucesos Argentinos, EPA, Noticiario Panamericano i Nuevediario, que integra la col·lecció Canal 9. També la col·lecció Manuel Peña Rodríguez, qque ha permès el rescat de diverses pel·lícules mudes argentines que es creien perdudes i del clàssic alemany Metròpolis, de Fritz Lang, en una versió gairebé completa i tal com fos presentada en la seva estrena. Ha de destacar-se la cambra Lumiere original que posseeix el Museu, la Pathé amb la qual Gall rodés la primera producció professional del cinema argentí, La revolución de Mayo, la partitura original de La dama duende, autògrafa de Julián Bautista, el seu compositor. L’escenografia dissenyada per Voytec per a ´´Yo, la peor de todas´´ ssumada a vestuari de diversos films de María Luisa Bemberg; i els premis com l'Os de Berlín guanyat per Leopoldo Torre Nilsson i el Premi Còndor al cinema nacional de l'Acadèmia de Cinema de l'Argentina, entre d'altres. El Museu posseeix les col·leccions de l'escenògraf Gori Muñoz, del afichista Orlando Venturi i de reconeguts crítics com Domingo Di Núbila i Jorge Miguel Couselo.

## Riquesa fílmica
El més valuós de la col·lecció del Museu són els seus 65.000 rotllos de pel·lícules de 16 i 35 mil·límetres, que inclouen des de produccions dels primers anys del cinema mut fins a les més modernes.
En 2008 es va trobar en aquest arxiu l'única còpia pràcticament completa d'una de les joies del període mut, el film alemany Metropolis: 26 minuts que es consideraven perduts i que han permès llançar una edició remasteritzada d'aquesta obra de Fritz Lang.
Completen el patrimoni del museu 12.000 llaunes del noticiari cinematogràfic Sucesos Argentinos, que abasten 40 anys d'edicions a partir de 1938, i una xifra similar de llaunes de l'arxiu fílmic de notícies del Canal 9 de Buenos Aires.